# 8432-es mellékút (Magyarország)
A 8432-es számú mellékút egy bő 13 kilométer hosszú, négy számjegyű országos közút Vas vármegyében, Celldömölköt köti össze a nyugati szomszédságában fekvő kisebb településekkel.

## Nyomvonala
Celldömölk központjában ágazik ki a 8429-es útból, annak a 16+250-es kilométerszelvénye közelében, dél felé, Arany János utca néven. Mintegy 600 méter után irányt vált, délnyugat felé fordul, onnét már a Mesteri utca nevet viseli, a lakott terület széléig, amit még az első kilométere előtt el is ér. A 3. és 4. kilométerei között, nagyjából nyugati irányban húzódva halad el a Ság-hegy északi lejtői mellett, közben, körülbelül 3,8 kilométer után átlép Mesteri területére.
5,4 kilométer után egy közel derékszögű irányváltással délnek fordul, ugyanott beletorkollik észak felől a 8431-es út. Nem sokkal ezután eléri Felsőmesteri házait, ahol előbb Dózsa György utca, majd egy irányváltást követően Újvilág utca a neve. Alsómesteri belterületén előbb a Kossuth Lajos utca nevet viseli, majd hamarosan egy elágazáshoz ér: a tovább egyenesen húzódó útszakasz a 8456-os útszámot viseli, a 8432-es pedig Petőfi Sándor utca néven nyugatnak fordul, és kevéssel ezután ki is lép a belterületről.
A 8+150-es kilométerszelvénye táján eléri Vásárosmiske határszélét, ott délnek fordul és egy darabig a határvonalat kíséri. Körülbelül 400 méter után délnyugatnak fordulva teljesen e község területére lép, a lakott területeket kevéssel a 9. kilométere után éri el. 9,5 kilométer után beletorkollik kelet felől, Celldömölk Alsóság városrésze irányából a 8433-as út, innentől Kossuth Lajos utca néven folytatódik, amíg – nagyjából 10,5 kilométer teljesítése után – ki nem lép a falu házai közül. Kicsivel a 11. kilométer után éri el Gérce keleti határszélét, e község első házait 12,8 kilométer után éri el. Néhány lépéssel ezután véget is ér, beletorkollva a település főutcájaként húzódó 84 155-ös számú mellékútba, annak az 5+400-as kilométerszelvénye közelében.
Teljes hossza, az országos közutak térképes nyilvántartását szolgáló kira.gov.hu adatbázisa szerint 13,095 kilométer.

## Települések az út mentén
- Celldömölk
- Mesteri
- Vásárosmiske
- Gérce